# Sukhoj Su-28
Sukhoj Su-28 er en nedgraderet version af Su-25UB/Su-25T, med nedgraderet avionics og uden våbensystemer. Su-28 anvendes som træningsfly og til flyopvisninger, hvor flyet udover almindelig formationsflyvninger benyttes til avancerede manøvrer. 

## Design og udvikling
Su-28 er et særdeles manøvredygtigt og robust fly, der kan lette og lande ved hjælp af blot en enkelt af flyets to motorer. Motorerne kan drives af dieselolie og behøver således ikke traditionelt flybrændstof for at fungere. Som MiG-29 behøver flyet ikke asfalterede landingsbaner for at kunne lette og lande, og flyet er generelt pålideligt og enkelt at vedligeholde. Su-28 kan modstå hårde landinger, hvilket er velegnet i rollen som træningsfly. Flyets rækkevidde kan forlænges ved at udstyre det med op til fire droptanke, hver indeholdende 800 liter brændstof.
Forskelle mellem Su-28 og træningsflyet Su-25UB er, at Su-28 ikke medbringer målsøgningssystemer, våbensystemer, interne kanoner og sjældent vinge-pyloner, ligesom flyets motorer ikke er beskyttet af panser. Su-28 styres ikke af et fly-by-wire system og der er ikke udstyr til elektronisk beskyttelse mod beskydning. Som følge heraf er flyet ganske let i forhold til Su-25.

## Operatører
- Ruslands luftvåben

## Eksterne links
- Wikimedia Commons har flere filer relateret til Sukhoj Su-28
- AirWar.ru